# 1941年のNFLドラフト
1941年のNFLドラフト（1941ねんのNFLどらふと）は、1940年12月10日に開催された第6回目のNFLドラフト。ワシントンD.C.のウィラードホテルで開催された。

## 主な指名選手
ドラフト全体1位では1940年のハイズマン賞の受賞者、ミシガン大学のトム・ハーモンが指名された。しかしハーモンはベアーズと契約せず、コロンビア・ピクチャーズと契約、映画出演や軍役を経て1946年にロサンゼルス・ラムズと契約、2シーズンプレーした。
2巡と4巡は5チームのみに指名権が与えられた。
8巡で指名されたレン・ヨーンス、9巡で指名されたトニー・カナデオはNFL1940年代オールディケイドチームに選ばれた。
10巡でシカゴ・カージナルスに指名されたレイ・マルーフは1948年のニューヨーク・ジャイアンツ戦でNFLのクォーターバックで初めてQBレイティング158.3のパーフェクトレイティングを出した選手である。

## 指名選手一覧

### 1巡指名選手
| 指名順位 | チーム                     | 選手名                       | ポジション       | 出身大学           |
| 1        | シカゴ・ベアーズ           | トム・ハーモン               | ハーフバック     | ミシガン大学       |
| 2        | シカゴ・カージナルス       | ジョン・キンブロー           | フルバック       | テキサスA&M大学    |
| 3        | シカゴ・ベアーズ           | ノーム・スタンドリー         | フルバック       | スタンフォード大学 |
| 4        | クリーブランド・ラムズ     | ルディ・ミュシャ             | センター         | ワシントン大学     |
| 5        | デトロイト・ライオンズ     | ジム・トマソン               | ハーフバック     | テキサスA&M大学    |
| 6        | ニューヨーク・ジャイアンツ | ジョージ・フランク           | ハーフバック     | ミネソタ大学       |
| 7        | グリーンベイ・パッカーズ   | ジョージ・パスクバン         | フルバック       | ウィスコンシン大学 |
| 8        | ブルックリン・ドジャース   | ディーン・マクアダムズ       | ハーフバック     | ワシントン大学     |
| 9        | シカゴ・ベアーズ           | ドン・スコット               | クォーターバック | オハイオ州立大学   |
| 10       | ワシントン・レッドスキンズ | フォレスト・エバシェブスキー | クォーターバック | ミシガン大学       |

### 2巡以降の主な指名選手
| 指名順位 | チーム                       | 選手名               | ポジション       | 出身大学         |
| 13       | シカゴ・カージナルス         | ポール・クリストマン | クォーターバック | ミズーリ大学     |
| 41       | フィラデルフィア・イーグルス | ハワード・ヒッキー   | ガード           | アーカンソー大学 |
| 46       | グリーンベイ・パッカーズ     | ハーム・ローリッグ   | バック           | ネブラスカ大学   |
| 54       | クリーブランド・ラムズ       | レイ・プロチャスカ   | エンド           | ネブラスカ大学   |
| 67       | ニューヨーク・ジャイアンツ   | レン・ヨーンス       | ガード           | オレゴン州立大学 |
| 77       | グリーンベイ・パッカーズ     | トニー・カナデオ     | ランニングバック | ゴンザガ大学     |
| 83       | シカゴ・カージナルス         | レイ・マルーフ       | クォーターバック | 南メソジスト大学 |

## 殿堂入り選手
この年のドラフトで指名された選手のうち、1名がプロフットボール殿堂入りを果たしている。
- トニー・カナデオ - 1974年殿堂入り